# Charminus aethiopicus
Espèce
Synonymes
- Cispius aethiopicus Caporiacco, 1939
- Cispius novus Caporiacco, 1941
- Cispius tertalei Caporiacco, 1941

Charminus aethiopicus est une espèce d'araignées aranéomorphes de la famille des Pisauridae.

## Distribution
Cette espèce se rencontre en Éthiopie, au Kenya et en Afrique du Sud.

## Description
Le mâle holotype mesure 8 mm.

## Systématique et taxinomie
Cette espèce a été décrite sous le protonyme Cispius aethiopicus par Caporiacco en 1939. Elle est placée dans le genre Charminus par Sierwald en 1997.
Cispius novus et Cispius tertalei ont été placées en synonymie par Sierwald en 1997.

## Étymologie
Son nom d'espèce lui a été donné en référence au lieu de sa découverte, l'Éthiopie.

## Publication originale
- Caporiacco, 1939 : « Arachnida. Missione biologica nel paese dei Borana. Raccolte zoologiche. » Reale Accademia d'Italia, vol. 3, p. 303-385.